# Куликов, Константин Алексеевич
Константи́н Алексе́евич Кулико́в (1902—1987) — советский астроном, популяризатор науки. Доктор физико-математических наук, профессор.

## Биография
Родился в дер. Торино (ныне — в Костромской области) 21 октября 1902 года.
В 1924—1926 годах служил в РККА, после чего работал на руководящей выборной советской работе на селе. В 1930 году, после окончания рабфака поступил в Московский университет, механико-математический факультет которого окончил в 1935 году. В 1938—1945 и 1951—1955 — заместитель директора ГАИШ по научной работе.
Во время Великой Отечественной войны, будучи заместителем директора ГАИШ, находился в Москве и руководил оставшейся в городе частью института, в 1942 и 1943 годах исполнял обязанности декана механико-математического факультета МГУ.
С 1948 года — профессор механико-математического факультета МГУ, в 1953—1965 гг. — заведующий кафедрой астрометрии МГУ и заведующий астрономическим отделением ГАИШ. С 1965 года — профессор кафедры звёздной астрономии и астрометрии физического факультета МГУ.
С 1951 года был заместителем главного редактора «Астрономического журнала». В 1967—1970 гг. — председатель Московского отделения ВАГО.
Умер 26 июля 1987 года в Москве. Похоронен на Хованском кладбище.

## Научные интересы
Основные труды в области фундаментальной астрометрии. Ряд работ посвящён определению астрономических постоянных из наблюдений. Так, из анализа Пулковских широтных наблюдений с 1904 по 1941 вывел несколько значений постоянной нутации, среднее из которых равно 9,2108″±0,0019″, что почти не расходится со значением постоянной нутации на эпоху 2000 г. (N=9,2109″), принятым XVI Генеральной ассамблеей Международного астрономического союза в 1976. Определил постоянную аберрации (20,5120″±0,0031″). Внёс большой вклад в подготовку молодых специалистов.
Автор монографий «Фундаментальные постоянные астрономии» (1956), «Изменяемость широт и долгот» (1962), «Новая система астрономических постоянных» (1969), «Основы лунной астрометрии» (в соавторстве, 1972), а также учебника «Курс сферической астрономии» (3-е изд. 1974) и ряда научно-популярных книг.

## Награды
Награждён орденом «Знак Почета» и семью медалями.

## Основные публикации
- Куликов К. А. Движение полюсов Земли. — М.: Изд-во АН СССР, 1956. — 80 с. — (Научно-популярная серия АН СССР).
- Куликов К. А. Фундаментальные постоянные астрономии. — М.: Гостехиздат, 1956. — 340 с. — 3000 экз.
- Куликов К. А. Курс сферической астрономии : учебник для университетов. — (1-е изд.). — М.: ГИФМЛ, 1961. — 196 с.
- Куликов К. А. Движение полюсов Земли. — М.: Изд-во АН СССР, 1962. — 88 с. — (Научно-популярная серия АН СССР). — 25 000 экз.
- Куликов К. А. Изменяемость широт и долгот. — М.: Физматгиз, 1962. — 400 с.
- Куликов К. А. Первые космонавты на Луне: Описание Луны и астрономических явлений, наблюдаемых с ее поверхности. — М.: Наука, 1965. — 192, [6] с. — (Научно-популярная серия).
- Куликов К. А. Курс сферической астрономии : учебник. — 2-е изд. — М.: Наука. Главная редакция физико-математической литературы, 1969. — 216 с.
- Куликов К. А. Новая система астрономических постоянных. — М.: Наука. Главная редакция физико-математической литературы, 1969. — 92 с. — 3350 экз.
- Куликов К. А., Сидоренков Н. С. Планета Земля. — М.: Наука, 1972. — 184 с. — (Научно-популярная серия). — 35 000 экз.
- Куликов К. А., Гуревич В. Б. Основы лунной астрометрии. — М.: Наука. Главная редакция физико-математической литературы, 1972. — 392, [2] с. — 1800 экз.
- Куликов К. А. Специальный астрометрический практикум: (сборник задач) / Сост. проф. К. А. Куликов. — М.: Изд-во МГУ, 1973. — 224 с.
- Куликов К. А. Курс сферической астрономии : учебник. — 3-е изд., перераб. и доп. — М.: Наука. Главная редакция физико-математической литературы, 1974. — 232 с.
- Куликов К. А., Гуревич В. Б. Новый облик старой Луны. — М.: Наука, 1974. — 152 с. — (Научно-популярная серия). — 63 000 экз.
- Куликов К. А., Сидоренков Н. С. Планета Земля. — 2-е изд., доп. — М.: Наука, 1977. — 192 с. — (Планета Земля и Вселенная). — 80 000 экз.
- Куликов К. А. Астрономия и народное хозяйство. — М.: Наука, 1981. — 168, [8] с. — (Наука и технический прогресс). — 36 000 экз.
- Куликов К. А. Вращение Земли. — М.: Недра, 1985. — 160 с. — 70 000 экз.